# L'Une pour l'autre
Pour plus de détails, voir Fiche technique et Distribution.
L'Une pour l'autre (titre de travail : Sœurs de lait) est un film muet français réalisé par Georges Denola, sorti en 1911.

## Fiche technique
- Titre : L'Une pour l'autre
- Titre de travail : 	Sœurs de lait
- Réalisation : Georges Denola
- Scénario : Madame M. Vaughan
- Photographie :
- Montage :
- Société de production : Société cinématographique des auteurs et gens de lettres (S.C.A.G.L.)
- Société de distribution : Pathé frères
- Pays d'origine :  France
- Langue : film muet avec les intertitres en français
- Métrage : 235 mètres
- Format : Noir et blanc — 35 mm — 1,33:1 — Muet
- Genre : Film dramatique
- Durée : 7 minutes 50
- Dates de sortie : 
  -  France : 6 juin 1911

## Distribution
- Jacques Normand : le père
- Georges Tréville : le père nourricier
- Maurice Luguet :
- Blanche Albane : la mère
- Delphine Renot : la nourrice
- la petite Maud Loty